# محمد محمود باشا
محمد محمود باشا (4 أبريل 1878- 31 يناير1941، سياسي مصري. ينتمي إلي مدينة ساحل سليم بمحافظة أسيوط بصعيد مصر وهو دستوري مع الحياة الدستورية والسياسية، وعين رئيسا لوزراء مصر في عهد فؤاد الأول.
كان مديراً للفيوم قبل الحرب العالمية الأولى، وسميت باسمه مدرسة المحمدية للبنات بالفيوم وكذلك أكبر شارع بمدينة ساحل سليم ومدرسة محمد محمود باشا النسيجية بمدينة أبوتيج فهو علم من أعلام أسيوط ، بل علم من أعلام الحياة السياسية بمصر، وفي أثناء وجوده بالفيوم زارها الخديوى عباس حلمى ولكنه لم يكمل الزيارة احتجاجاً على هجوم محمد محمود باشا على مأمور زراعة الخاصة الخديوية أمامه. وكان محمد محمود باشا شديد الاعتزاز بنفسه وكان يؤكد دائماً أن أباه محمود باشا سليمان قد عرض عليه ملك مصر قبل الملك فؤاد فأبى.

## نشأته
ولد في ساحل سليم - مركز البدارى بأسيوط وتلقى تعليمه بمدرسة أسيوط الابتدائية عام 1892، ثم التحق بالمدرسة التوفيقية بالقاهرة ، حيث أتم دراسته فيها عام 1897. التحق بعد ذلك بكلية باليول جامعة أكسفورد بإنجلترا ، وحصل على دبلوم في علم التاريخ، وهو أول مصري تخرج في جامعة أكسفورد.عقب عودته من إنجلترا عين وكيل مفتش بوزارة المالية (1901- 1902)، ثم انتقل إلى وزارة الداخلية، وعين مساعد مفتش عام 1904، ثم سكرتيراً خصوصياً لمستشار وزير الداخلية الإنجليزي عام 1905.

## سياسيا
كان أول من أطلق فكرة تأليف وفد في سبتمبر 1918، للمطالبة بحق مصر في تقرير مصيرها وفقاً للمبادئ التي أعلنها الرئيس الأمريكي «ولسن» عقب انتهاء الحرب العالمية الأولى، وفي اليوم السابق للثورة - 8 من مارس 1919- اعتقل الإنجليز محمد محمود مع سعد زغلول وحمد باشا الباسل وإسماعيل صدقي، ونفوا إلى مالطة، مما أدى إلى تأجيج المشاعر الوطنية وانفجار الثورة. وعقب الإفراج عنهم، في 8 إبريل 1919، سافروا إلى باريس، وانضم إليهم بعد ذلك بعض أعضاء الوفد، وظل الوفد بين باريس ولندن في مفاوضات ومباحثات لمدة عامين.
شكّل وزارته الأولى وتقلد فيها منصب وزير الداخلية ليمارس سياسة اليد الحديدية (25 يونيه 1928- 7 أكتوبر 1929)، وجاءت وزارته بعد أن أصبح رئيساً للأحرار الدستوريين (1929- 1941)، ثم عين رئيساً للوزارة للمرة الثانية، واحتفظ فيها أيضاً بمنصب وزير الداخلية (30 ديسمبر 1937- 27 إبريل 1938)، وبدأت الوزارة أعمالها بحل البرلمان الوفدي، وفصلت الموظفين الوفديين، وسيطرت على الانتخابات، ثم شكّل وزارته الثالثة (27 إبريل - 24 يونيه 1938)، واستمر في استخدام سياسة القوة، وأخيراً شكّل وزارته الرابعة (24 يونيه 1938- 18 أغسطس 1939)، وسقطت بفضل مناورات علي ماهر رئيس الديوان الملكي.

## مناصبه الوزارية
| الوزارة             | بداية الفترة | نهاية فترة   | مجلس الوزراء                       | عهد         |
| ------------------- | ------------ | ------------ | ---------------------------------- | ----------- |
| وزير المواصلات      | 07-يونيو-26  | 21-أبريل-27  | وزارة عدلي يكن باشا الثانية        | الملك فؤاد  |
| وزير المالية        | 25-أبريل-27  | 16-مارس-28   | وزارة عبد الخالق ثروت باشا الثانية | الملك فؤاد  |
| وزير المالية        | 16-مارس-28   | 25-يونيو-28  | وزارة مصطفى النحاس باشا الأولى     | الملك فؤاد  |
| رئيس الوزراء المصري | 25-يونيو-28  | 02-أكتوبر-29 | وزارة محمد محمود باشا الأولى       | الملك فؤاد  |
| وزير الداخلية       | 25-يونيو-28  | 02-أكتوبر-29 | وزارة محمد محمود باشا الأولى       | الملك فؤاد  |
| رئيس الوزراء المصري | 30-ديسمبر-37 | 27-أبريل-38  | وزارة محمد محمود باشا الثانية      | الملك فاروق |
| وزير الداخلية       | 30-ديسمبر-37 | 27-أبريل-38  | وزارة محمد محمود باشا الثانية      | الملك فاروق |
| رئيس الوزراء المصري | 27-أبريل-38  | 24-يونيو-38  | وزارة محمد محمود باشا الثالثة      | الملك فاروق |
| وزير الداخلية       | 18-مايو-38   | 24-يونيو-38  | وزارة محمد محمود باشا الثالثة      | الملك فاروق |
| وزير المالية        | 27-أبريل-38  | 24-يونيو-38  | وزارة محمد محمود باشا الثالثة      | الملك فاروق |
| رئيس الوزراء المصري | 24-يونيو-38  | 18-أغسطس-39  | وزارة محمد محمود باشا الرابعة      | الملك فاروق |

## روابط خارجية
- محمد محمود باشا على موقع الموسوعة البريطانية (الإنجليزية)